# RGBA

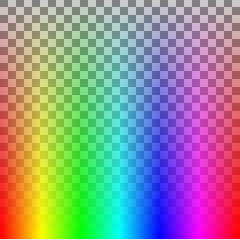
Exemplo de uma imagem RGBA com porções translúcidas e transparentes, composta sobre um fundo quadriculado

RGBA é o sistema de cores formado pelas cores vermelho (red), verde (green), azul (blue) e pelo canal alfa. O sistema permite exibir todas as cores do sistema RGB e a utilização da transparência de imagem, artifício amplamente usado em softwares de edição de imagem com camadas.
Os arquivos de imagem PNG (Portable Network Graphics) utilizam o sistema RGBA.